# Aquari de Wasserbillig
L'Aquari de Wasserbillig és un aquari públic que es troba a Wasserbillig, una petita ciutat al sud-oest de Luxemburg, prop de la frontera amb Alemanya. Es compon de 15 tancs que varien en grandària des 300 als 40.000 litres, amb peixos procedents dels cinc continents en el seu entorn natural. Entre les varietats més exòtiques s'hi troben els peixos àngel, tetra de neó, el koi japonès i la percidae d'Amèrica del Sud. Però també hi ha espècies de més a prop a casa, com l'anguila, l'orada, el gobi, la tenca i la lucioperca.